# رفيقة بوجدي
رفيقة بوجدي هي كاتبة سيناريو تونسية ولدت بمدينة صيادة .

## حياتها
تعتبر أوّل امرأة تكتب سيناريو مسلسل تونسي وهي كاتبة مبدعة ألفت مسلسلات لاقت نجاحا كبيرا مثل مسلسل الليالي البيض سنة 2007 ، مسلسل صيد الريم سنة 2008 ، كاستينغ سنة 2010 ، لأجل عيون كاترين سنة 2012. مسلسل أولاد حلال سنة 2019 قناة الشروق الجزائرية. حازت على جائزة الطاهر الحداد لأفضل إبداع نسائي سنة 2007 عن مسلسل الليالي البيض، وجائزة النص المتميز عن نص مسلسل صيد الريم من المهرجان العربي للإذاعة والتلفزيون. وجائزة إذاعة موزاييك لأفضل سيناريو عن مسلسل لأجل عيون كاترين.

## فيلموغرافيا
- 2007 : الليالي البيض لالحبيب المسلماني
- 2008 : صيد الريم لعلي منصور
- 2010 : كاستينغ لسامي الفهري وسوسن الجمني
- 2012 : لأجل عيون كاترين لحمادي عرافة
- 2019 : أولاد الحلال لنصر الدين السهيلي
- 2021 : أولاد الغول لمراد بالشيخ
- [2024]: الرهان لمحمود كامل